# 岩下宣子
岩下宣子（いわした のりこ、1945年10月17日 - ）は、日本のフェミニスト。

## 略歴
東京都生まれ。共立女子短期大学卒、キッコーマン勤務。結婚、育児をへて、全日本作法会の内田宗輝、小笠原流の小笠原清信のもとでマナーを学び、近鉄百貨店、サンシャイン文化センターなどで講師を務め、1985年に『現代礼法研究所』を設立、主宰。NPO法人マナー教育サポート協会理事長。

## 著書
- 『OLのマナーここをチェック! お茶の出し方から電話応対までそれは×これで○』日本実業出版社 1989
- 『親子のマナーレッスン のびのび「しつけ」の基本book』小学館 1995
- 『見てわかるマナー 完全ガイド』 (Manner hand book)大泉書店 1996
- 『困ったときに役立つ慶弔事典 結納と結婚のしきたりから、葬儀・法要の作法まですべてわかる』 (Ai books)日本文芸社 1997
- 『人間関係をまーるくするマナー心得帖 身につけたい心の作法』泰光堂 1998
- 『いざというとき必ず役立つマナーブック』PHP研究所 1998
- 『葬儀・法要あいさつ事典 お悔やみ、弔辞から謝辞まですぐに役立つ実例集』日本文芸社 2000
- 『好感度アップのためのマナーブック 人付き合い・気配り上手になれる本』 (アクアブックス)有楽出版社 2002　『好感度がアップする美しいマナー イラストでよくわかる』幻冬舎文庫 2010
- 『知っておきたいビジネスマナーの基本』ナツメ社 2002
- 『一分間「ここ一番!」の礼儀作法』講談社の実用book 2003
- 『ビジネスマナーまる覚えbook』 (ポケットノート)成美堂出版 2005
- 『図解マナー以前の社会人常識』講談社+α文庫 2005
- 『マナーでわかる大人の品格』 (知的生きかた文庫)三笠書房 2007
- 『女性の気品 マナー以前の生き方と礼法』主婦の友インフォス情報社 2007
- 『図解マナー以前の社会人の基本』講談社+α文庫 2007
- 『図解女性のためのこれだけ「マナー・常識・気配り」』主婦の友インフォス情報社 2009
- 『会社の行方を左右する!?大事なビジネスマナー』全国社会保険協会連合会 2010
- 『知識ゼロからの喜ばれる贈り物のマナー』幻冬舎 2012
- 『葬儀・法要心のこもったあいさつと手紙 遺族と弔問側別に紹介』日本文芸社 2013
- 『一行で覚えるできる大人のふるまい方』講談社+α文庫 2013
- 『お祝い・お悔やみ・特別な日のマナー 今さら聞けない!大人の作法』PHP研究所 2014
- 『図解社会人の基本マナー大全』講談社の実用BOOK 2014
- 『好印象を与えるママ&パパの子連れマナー』主婦と生活社 2015
- 『図解社会人の基本敬語・話し方大全』講談社の実用BOOK 2016
- 『読むだけで心ときめく美人のことば練習帖』王様文庫 三笠書房 2016
- 『40歳までに知らないと恥をかくできる大人のマナー260』中経の文庫 KADOKAWA 2016
- 『DVDで身に付く美しい振る舞いとマナーがわかる本』エクスナレッジ 2017
- 『やわらかい人間関係をつくるすごい挨拶力』 (WIDE SHINSHO 新講社 2017
- 『心が「ほっ」とする小さな気くばり』王様文庫 三笠書房 2018

### 共編著・監修
- 『ズボラな奥さんの花マル冠婚葬祭ガイド』おつきあい上手な若奥サマの集い編, 監修, 造事務所編著. 情報センター出版局 1999
- 『葬儀と法要・あいさつのしかた実例集 社葬・団体葬・個人葬すべてに使える』監修. 成美堂出版 1999
- 『はじめての娘・息子の結婚 縁談から披露宴までの親の役目とマナー』監修. 永岡書店 1999
- 『君の席はそこではない! 席次のすべてがわかる本』監修. リヨン社 2000
- 『冠婚葬祭の表書きとあいさつ状の手帳 早わかりガイド』監修. 小学館 2000
- 『ズボラな奥さんのカンタンお手紙&ごあいさつガイド』監修, おつきあい上手な若奥サマの集い編,造事務所編著 情報センター出版局 2000
- 『冠婚葬祭 恥をかかないマナー事典』監修 日本文芸社 2001
- 『冠婚葬祭事典 結婚・葬儀・お祝い・年中行事・おつき合いとマナーのすべてがわかる カラー版』監修 ナツメ社 2001
- 『おつきあいのマナー、服装、お金の本』監修. 成美堂出版 2001
- 『すぐに役立つマナー事典』監修. ナツメ社 2002
- 『えっ!ほんと恥をかかないための常識&マナー 女性の生活おたすけbook』 (LJ books. 生活密着シリーズ)監修 学習研究社 2003
- 『小学生のお母さんのマナー、あいさつ、手紙』監修. 成美堂出版 2004
- 『祝儀袋・不祝儀袋表書きのマナー』 (これでOK!)監修. 小学館 2004
- 『すぐに役だつマナーブック』川崎キヌ子,近藤珠實共監修. 家の光協会 2005
- 『葬儀・法要・お悔やみの挨拶と手紙』監修. ナツメ社 2005
- 『贈るマナー贈られるマナー』 (これでOK!)監修. 小学館 2005
- 『贈り方のマナーとコツ』 (暮らしの絵本)監修, 伊藤美樹絵. 学習研究社 2005
- 『コミュニケーション・マナーの基本 福祉と医療に携わる人のための』大竹榮監修, 小島哲朗,千葉喜久也共編著 中央法規出版 2005
- 『わかりやすい冠婚葬祭マナー大事典』監修. ナツメ社 2005
- 『感謝の気持ちを伝えるお礼の手紙・はがき実用文例集』 (実用best books)監修. 日本文芸社 2005
- 『大きな文字で見やすいお礼の手紙はがき文例集』監修. 池田書店 2005
- 『美人の心得』監修. アーティストハウスパブリッシャーズ 2006
- 『美しく見せる女性のマナー イラストでよくわかる 印象に残る上品な作法と気配り』監修. 永岡書店 2006
- 『あなたの魅力を演出する美しいマナー』監修, 寺田恭子絵. PHP研究所 2006
- 『素敵に振る舞う女性のためのマナーブック』 (実用best books)監修. 日本文芸社 2006
- 『結婚 (あたらしい教科書)』板本洋子, 福島みずほ, 中山庸子共監修 プチグラパブリッシング 2006
- 『人生節目のお祝い作法 晴れの舞台に恥をかかない』 (これだけは知っておきたい)監修, 大沢純子絵. [エイ]出版社 2007
- 『四季のしきたり作法 日本人の品格を上げる』 (これだけは知っておきたい)監修, 花島ゆき絵. [エイ]出版社 2007
- 『葬儀弔事の作法 いざという時慌てない』 (これだけは知っておきたい)監修, 南樹里絵. [エイ]出版社 2007
- 『結婚のしきたり・マナーbook 婚約から新生活の準備まで』監修. 新星出版社 2007
- 『好感度ワンランクupの超基本お仕事マナー 大人ビギナーのイラストブック』監修, しまだ・ひろみ絵, 主婦と生活社編. 主婦と生活社 2007
- 『おつきあいのマナー、服装、お金の本 これだけ知っておけば大丈夫 冠婚葬祭の「こまった!」がわかる』監修. 成美堂出版 2007
- 『誰も教えない食事のマナー』 (これだけは知っておきたい)監修, 前島大介文, 篠原英子絵. [エイ]出版社 2007
- 『好感をもたれる話し方のマナー』 (これだけは知っておきたい)監修, 前島大介文, 花島ゆき絵. [エイ]出版社 2007
- 『気持ちが伝わる贈り方のマナー』 (これだけは知っておきたい)監修, 前島大介文, みひらともこ絵. [エイ]出版社, 2007
- 『これが美しい「食べ方」のマナーです ケース別「ふるまい方」』吉村景美共著 亜紀書房 2007
- 『冠婚葬祭のしきたり・マナー事典 イラストでわかりやすい』監修. ナツメ社 2008
- 『冠婚葬祭「こんなとき、どうする?」便利帳 知りたいことがすぐわかる!』監修. 大和出版 2008
- 『新社会人のビジネスマナー 仕事で困らない環境を作ろう』 (これだけは知っておきたい)監修, やのひろこ絵. [エイ]出版社 2008
- 『面白いほどよくわかるビジネスマナー ビジネスシーンで好感度を上げる基本マナーと応用技!』 (学校で教えない教科書 実務書シリーズ)監修. 日本文芸社 2008
- 『女性のマナー基本lesson 職場からプライベートまで、知って安心』 (生活シリーズ)監修. 主婦と生活社 2008
- 『結納・結婚しきたり事典 恥をかかない常識・作法と、当日までの段取りをくわしく解説!』 (実用best books)監修 日本文芸社 2008
- 『冠婚葬祭マナーの便利帖 作法が身につくしきたりがわかる』監修. 高橋書店 2009
- 『幸せ、新婚生活のコツ スタートが肝心 これだけは知っておきたい 暮らしの基本』猪原美佳絵,監修. [エイ]出版社 2009
- 『冠婚葬祭・暮らしのマナーブック 普段の生活でも、あらたまった場でも…恥をかかない、困らない!』 (実用best books)監修 日本文芸社 2009
- 『35才からのいまどき冠婚葬祭』監修. 小学館 2009
- 『英語で知る日本のマナー NHK英語でしゃべらナイト Manners』デイビッド・A.セイン 英文, 監修. 主婦の友社 2009
- 『結婚準備の便利帖 すてきなおもてなしと気遣い 本人両親』結婚準備室共監修. 高橋書店 2010
- 『社会人になったらこれだけは知っておきたい敬語の基本』監修. 大和書房(だいわ文庫 2010
- 『両親が読む!今の子どもの結婚常識 しあわせ結婚ガイド』監修, 土屋書店企画制作部編. 土屋書店 2010
- 『結婚のマナーカンペキ!BOOK 「ちゃんとしてる」って言われたい!』監修. 大泉書店 2010
- 『くらしの冠婚葬祭とマナー』近藤珠實, 篠田弥寿子共監修. 新日本法規出版 2011
- 『愛されナースのきらきらマナー術 患者さんとの接し方、同僚とのつきあい方』松生恭子共監修 エクスナレッジ 2011
- 『両親・親族のあいさつ 感謝と慶びを伝える』監修. 大泉書店 2011
- 『失敗しない!新郎新婦のあいさつ&手紙』監修. 日本文芸社 2011
- 『マナスマブック SmaSTATION!!』井上順孝共監修. 小学館 2011
- 『これだけは知っておきたい!ビジネスマナーBOOK』監修. 新星出版社 2011
- 『社会人の常識 これだけは身につけておきたい』監修. [エイ]出版社 2011
- 『人に好かれる話し方 好印象の人になる必見のコツが満載!』中山庸子共監修. [エイ]出版社, 2011
- 『両親が読む!今の子どもの結婚常識 しあわせ結婚ガイド』監修, 土屋書店企画制作部 編. 土屋書店, 2011
- 『親の葬儀と相続事典 葬儀法要から相続まで必要なことがすべてわかる!』曽根恵子共監修. 日本文芸社 2012
- 『美しいしぐさ教室 社会で恥をかかないマナーの本』監修. 洋泉社 2012
- 『結婚準備オールガイド 感謝とおもてなしの心を伝える』監修. 新星出版社 2012
- 『赤ちゃん・子どものお祝いごとと季節のイベント しきたりから最新事情までがすべてわかる! 決定版!』監修. 河出書房新社 2012
- 『社会のマナーとしくみがわかるおとな事典』監修 講談社 2012
- 『大人の気くばり&マナー950 いつ、どんなシーンでも困らない』監修. 永岡書店 2012
- 『美しい言葉づかい教室 仕事で恥をかかないマナーの本』監修. 洋泉社 2012
- 『これ一冊で安心マナーのすべてがわかる便利手帳』監修. ナツメ社 2012
- 『できる大人のマナーブック ビジネス・冠婚葬祭で役立つ!』 (にちぶんムック)渡瀬謙共監修. 日本文芸社 2013
- 『あなたの人生を変える日本のお作法 あなたの「気配り」が幸せをまねく』 ([自由国民版])監修. 自由国民社 2013
- 『さりげない「気づかい」ができる人の習慣』(日文PLUS)監修. 日本文芸社 2013
- 『おつき合いの「お金と言葉」 祝儀・不祝儀袋の書き方&困った時の会話集 一生役立つ、おつき合いバイブル 完全保存版』 (主婦の友生活シリーズ ゆうゆうMOOK)監修 主婦の友社 2013
- 『子どもの結婚式親の心得と挨拶』監修. 日本文芸社 2013
- 『3週間敬語レッスン帳 敬語力アップで気配り上手になる!』監修 主婦の友社 2013
- 『冠婚葬祭しきたりとマナー事典 心が伝わる「きちんとマナー」がよくわかる』監修. 主婦の友社 2013
- 『親が読む、子どもの結婚の本 これ1冊で子どもの結婚の進め方が全部わかる!』監修, 土屋書店企画制作部編. 滋慶出版/土屋書店 2013
- 『冠婚葬祭「きちんとマナー」ハンドブック いつでもどこでも知りたいことのすべてがすぐわかる』監修. 主婦の友社 2013
- 『冠婚葬祭しきたりとマナーの事典 お付き合いの基本ルールがひと目でわかる!』監修. 日本文芸社 2013
- 『ふたりではじめる結婚生活 幸せが続く暮らしとお金のお話』阿部絢子,横山光昭共監修. 日本文芸社 2014
- 『それマナー違反ですよ! 誰も教えてくれない、本当に恥ずかしい一挙一動』監修. 宝島社 2014
- 『「大人の男」の所作と作法』監修, 造事務所編著 祥伝社黄金文庫 2014
- 『感謝の気持ちが伝わる新郎新婦のあいさつと手紙 最新版』 (学研実用BEST. 暮らしのきほんBOOKS)監修. 学研パブリッシング 2014
- 『冠婚葬祭マナーオールガイド こんなときどうする?がきちんとわかる』監修. 新星出版社 2014
- 『礼儀正しい手紙・はがきの書き方とマナー 最新版』 (学研実用BEST. 暮らしのきほんBOOKS)監修. 学研パブリッシング 2014
- 『ありがとうの気持ちを贈るハッピーウエディングBOOK』岡村奈奈共監修. 高橋書店 2014
- 『ビジネスマナークイズ大三択100 そのとき、あなたはどうする?』監修. 学研パブリッシング 2014
- 『美しい言葉づかいと敬語の教室』監修. 洋泉社 2014
- 『ママになるとき、ママになったらマナー手帖 冠婚葬祭編 (暮らしを彩り、豊かにするマナーとしきたり128)』チーム住まいと暮らし共監修・執筆. 住まいの学校 2014
- 『大人のマナー&社会常識』監修. 洋泉社 2014
- 『子どもの結婚 親の役割とあいさつ 6カ月前からカウントダウン!「いま」何をするかがすぐわかる』(Perfect Wedding)監修, 主婦の友社編 主婦の友社 2014
- 『ふたりの結婚準備ブック 6カ月前からカウントダウン!「いま」何をするかがすぐわかる』 (Perfect Wedding)監修, 主婦の友社編. 主婦の友社 2014
- 『図解大人の"品格"をあげるマナーと常識 完全保存版』 (TJ MOOK) 監修. 宝島社 2015
- 『「感じのいい人」がしている大人の気配り』監修. PHP研究所 2015
- 『親が読む、子どもの結婚の本 これ一冊で、子どもの結婚の進め方が全部わかる!』監修, 土屋書店企画制作部編. 滋慶出版/土屋書店 2015
- 『娘が妊娠したら親が読む本』竹内正人共監修. 大泉書店 2015
- 『「日本橋はいばら」がおくる四季の暮らしの心得帖』監修. 自由国民社 2015
- 『マンガで読む冠婚葬祭&おつきあい一生、恥をかかない本』監修, Comoマナー向上委員会 まとめ. 主婦の友社, 2015
- 『大人の冠婚葬祭マナー新事典 きちんと知っておきたい』監修. 朝日新聞出版 2015
- 『一番わかりやすい美しい言葉づかいBOOK ビジネスシーン別』監修, ふじいまさこイラスト. 洋泉社 2016
- 『このフレーズが決め手!伝わる敬語の基本』 (超役立つ!社会人の常識手帳)監修 ナツメ社 2016
- 『50代からの冠婚葬祭きちんとマナー 慶弔のお金、しきたり、お見舞い、お礼のマナーなど ゆうゆうLife』 (主婦の友生活シリーズ)監修. 主婦の友社 2016
- 『これ一冊で完ぺき!マナーのすべてがわかる便利手帳 カラー版』監修. ナツメ社 2016
- 『社会人のマナーと言葉づかい』監修. 洋泉社 2016
- 『仕事で恥をかかないビジネスマナー』監修, 日本経済新聞出版社 (日経文庫 2016
- 『迷わずできる葬儀のあとの手続きのすべて』本橋光一郎,光石敦子共監修. 大泉書店 2016
- 『書き込み式おつきあいを大切にする安心メモリー帖』監修. 池田書店 2016
- 『大人のFashion & Manners style book』監修, maegamimami イラスト. 東京書店 2016
- 『日本のお葬式が全部わかる本 いざというきに困らない!お葬式の常識148』 (TJ MOOK)監修. 宝島社 2016
- 『ニッポンのおつきあいとしきたりの心得帖』監修. 学研プラス 2017
- 『一生使える!大人のマナー大全 特別な日から日ごろのお付き合いまで』監修. PHP研究所 2017
- 『ロシアンブルー先生に教わる美しいしぐさとマニャー』監修, 竹脇麻衣イラスト 新星出版社 2018
- 『急なお葬式で困らない本 完全保存版 段取りから費用、参列者のマナー、常識まで』 (TJ MOOK)監修. 宝島社 2018
- 『心を伝える手紙・はがきの書き方文例事典』監修. 成美堂出版 2018
- 『イラストでわかる13歳から自立できるマナーの基本』監修. PHP研究所 2018